# Trần Hiếu Ngân
Trần Hiếu Ngân (ur. 26 czerwca 1974, Tuy Hòa) – wietnamska zawodniczka taekwondo, pierwsza medalistka olimpijska w historii swojego kraju. 
W 1996 zdobyła srebro na mistrzostwach Azji. Dwa lata później zdobyła brąz na igrzyskach azjatyckich i złoto na mistrzostwach Azji. W 2000 zdobyła srebro, reprezentując swój kraj na igrzyskach w Sydney.